# Kali Sunter
Kali Sunter är ett vattendrag i Indonesien.   Det ligger i provinsen Jakarta, i den västra delen av landet, 14 km nordost om huvudstaden Jakarta.